# اسکالانته، نگروس غربی
اسکالانته، نگروس غربی (به لاتین: Escalante, Negros Occidental) یک منطقهٔ مسکونی در فیلیپین است که در نگرو غربی واقع شده‌است.

## خصوصیات
اسکالانته ۱۹۲٫۷۶ کیلومترمربع مساحت و ۹۴٬۰۷۰ نفر جمعیت دارد.